# Mercy Edirisinghe
Mercy Edirisinghe (Ceilán británico, 18 de diciembre de 1945 - Gampaha, 17 de marzo de 2014) fue una popular actriz de teatro y cantante esrilanqués.
Comenzó su carrera como cantante en 1964 a partir del concurso de la canción el "Nawaka Madala 'y se convirtió en una actriz de teatro en 1966.
Su obra más famosa fue un musical de Lushan Bulathsinhala, titulado Tharavo Igilethi (patos vuelan). Compuesta por el fallecido Gunadasa Kapuge, 'Made Lagina Tharawan' de la banda sonora de la obra que se convirtió en su sencillo más exitoso.
También es conocida por su papel en numerosos programas de televisión de comedia y dramas de radio, el más famoso de los cuales es un programa de radio titulado 'Vinoda Samaya', en la que actuaba junto a Annesly Dias, Berty Gunattileke y Samuel Rodrigo.

## Vida y carrera
Los padres de Mercy Edirisinghe fueron Grace Perera y Don Lorenzo Elvin Edirisinghe, tipógrafo en el Departamento de Exámenes. Mercy, fue católica y la tercera hija de una familia de nueve.
Su difunto marido, Lalith Kotalawela era un budista de Kalutara. La pareja no tuvo hijos. Su devoción por sus fanes fue tal, que justo después de su boda, ella actuó en el drama de la etapa 'Muthu Kumari' en el Teatro Lumbini en su camino a su luna de miel. En 1966, ella entró en el mundo de la obra teatral en Welikala Ratne de 'Ugurata Hora Beheth'. Había actuado en numerosas obras de teatro, incluyendo 'Ran Kanda' y 'Seelavathi'. Con los años, se había construido una sólida reputación no sólo como una actriz talentosa y cantante, sino también como una comediante.

## Muerte
Dos años antes de su muerte, se sometió a una cirugía ginecológica, y había estado sufriendo de numerosos dolores de cadera desde entonces. Ella murió en un hospital privado de Gampaha el 17 de marzo de 2014, a los 68 años de edad.

## Premios y honores
En 1974, ganó el Premio a la Mejor Actriz en el Festival de Teatro del Estado por su papel en el escenario del drama de RR Samarakoon 'Idama'.
En 1975 y 1976 ganó dos premios de Mejor Actriz.
En 2014 con el fin de conmemorar el 50 aniversario de su carrera y en reconocimiento de su servicio a las artes, iba a ser honrada con un Premio a la Trayectoria en el Festival Estatal de Drama 2014, pero ocurrió su deceso.

## Tetaro drama
- Ugurata Hora Beheth
- Ran Kanda
- Seelavathi
- Vishwa Sundari
- Muthu Kumari
- Tharavo Igilethi
- Idama
- Dunna Dunu Gamuwe
- Allapu Gedara
- Dewlo Doni

## Radio
Mercy fue una voz muy popular en el drama de radio de Sri Lanka.
- Muwanpelassa
- Vajira]]
- Samanala Bedda
- Handhiye Gedara
- Vinoda Samaya

## Álbumes musicales
- Gayay Mercy Gee
- Mala Watakara Bambara Rena